# Marvin Hamlisch
Marvin Frederick Hamlisch (New York, 2 giugno 1944 – Los Angeles, 6 agosto 2012) è stato un compositore, musicista e direttore d'orchestra statunitense, vincitore del Premio Pulitzer per la drammaturgia nel 1976 e di tre Academy Awards nel 1974.
Avendo ottenuto quattro Emmy, tre Oscar, un Grammy e un Tony Award, è una delle persone ad aver conseguito l'EGOT, oltre ad aver ottenuto un premio Pulitzer per A Chorus Line, diventando uno dei due statunitensi, insieme a Richard Rodgers, ad aver conseguito il PEGOT.

## Biografia
Nato da una famiglia austriaca di origine ebraica, fin da piccolo dimostra le sue doti musicali, ripetendo al pianoforte i motivi ascoltati alla radio. A sette anni è il più giovane allievo ammesso alla prestigiosa Juilliard School, e ancora adolescente scrive la sua prima canzone, Travelin' Man, che molti anni più tardi sarà incisa dalla sua vecchia amica Liza Minnelli nell'album Liza, Liza. Conseguito il diploma di pianoforte, continua gli studi al Queen's College e intanto si guadagna da vivere come pianista nei teatri, accompagnando artisti quali Ann-Margret, Joel Grey, Groucho Marx e Barbra Streisand.
Il primo successo come compositore arriva nel 1965 con Sunshine, Lollipops and Rainbow, che Lesley Gore porta in classifica tra i più venduti. Notato dal produttore cinematografico Sam Spiegel, Hamlisch viene ingaggiato a suonare a Hollywood nei suoi ricevimenti. Da qui al grande schermo il passo è breve: nel 1968 firma la sua prima colonna sonora per Un uomo a nudo (The Swimmer) con Burt Lancaster e, successivamente, per le prime due commedie dirette e interpretate da Woody Allen: Prendi i soldi e scappa e Il dittatore dello stato libero di Bananas.
Nel 1973 arriva la consacrazione con Come eravamo (The Way We Were) diretto da Sydney Pollack, di cui scrive sia le musiche originali che il brano omonimo cantato dalla protagonista Barbra Streisand. Come eravamo diventa un successo planetario e gli permette di guadagnare l'anno successivo due Oscar, uno per la migliore colonna sonora originale e uno per la migliore canzone. Un terzo Oscar nello stesso anno arriva per la colonna sonora de La stangata, con il suo adattamento dei brani ragtime composti all'inizio del secolo da Scott Joplin. Da The Way We Were arrivano anche due dei quattro Grammy vinti sempre nel 1974.
Molto conosciuto è il principale tema musicale del film, The Entertainer, brano ragtime pubblicato da Scott Joplin nel 1902, e utilizzato nell'adattamento cinematografico di Hamlisch che raggiunge la seconda posizione in Svizzera, la terza nella Billboard Hot 100, la quinta in Norvegia e la sesta in Olanda.
La colonna sonora raggiunge la prima posizione nella Billboard 200 per cinque settimane ed in Australia per sette settimane e la terza in Norvegia.
Marvin Hamlisch è stata la più importante figura nel revival della musica di Scott Joplin, tanto che negli anni Settanta negli USA quando le radio trasmettevano la famosissima The Entertainer gli ascoltatori davano per scontato che il brano fosse di Hamlisch e non di Joplin. Fra le altre colonne sonore da lui composte negli anni settanta ricordiamo: Salvate la tigre e Prigioniero della seconda strada entrambi interpretati da Jack Lemmon, La spia che mi amava, Lo stesso giorno, il prossimo anno, Capitolo secondo.
Nel 1975 intanto debutta in teatro con il musical A Chorus Line, che viene rappresentato a Broadway restando in cartellone per più di seimila repliche e dieci anni dopo viene trasformato in un film, per il quale vinse il Premio Pulitzer. Per il relativo film la Universal Picture pagò a Hamlisch diritti per 5 milioni e mezzo di dollari. Sempre per il teatro firma il suo secondo successo Stanno suonando la nostra canzone (They're Playing Our Song). Entrambi i lavori sono stati rappresentati anche in Italia.
Negli anni ottanta firma altri prestigiosi commenti musicali per La scelta di Sophie, D.A.R.Y.L., Nikita - Spie senza volto, Tre scapoli e un bebè, ma la sua vena compositiva si va esaurendo e negli anni novanta compone le sue ultime colonne sonore. Si è poi dedicato alla direzione di numerose formazioni orchestrali quali la Pittsburgh Symphony Orchestra, la Buffalo Philharmonic Orchestra, la National Symphony Orchestra, la Milwaukee Symphony Orchestra, la San Diego Symphony e la Seattle Symphony. Con la Seattle Symphony, ha eseguito in anteprima la sua canzone per Chanukkah Chanukah Lights, cantata dal soprano Megan Marie Hart nel concerto di Natale Holiday Pops.